# Міжнародна мережа міст-побратимів

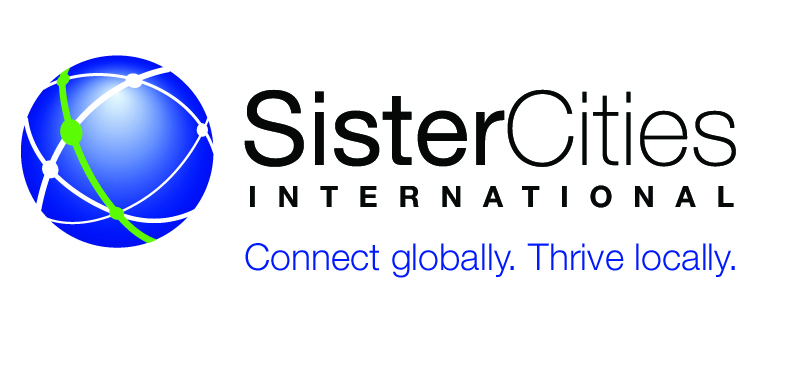

Міжнародна мережа міст-побратимів (англ. Sister Cities International) — неприбуткова мережа громадянської дипломатії, яка створює та зміцнює партнерські відносини між громадами Сполучених Штатів та інших країн, зокрема шляхом створення «міст-побратимів». Більше 2000 міст, штатів та округів співпрацюють з більше ніж 140 країнами світу.
Це офіційна організація, яка зв'язує юрисдикції в США зі громадами по всьому світу. Вона визнає, реєструє та координує зв'язки між містами-побратими, округами, муніципалітетами, областями, префектурами, провінціями, регіонами, штатами, містами та селищами. Організація сприяє взаєморозумінню культур та стимулює економічний розвиток міст.
Програма Міжнародна мережа міст-побратимів народилася у 1956 році, коли 11 вересня 1956 року в Білому домі президент США Двайт Дейвід Айзенгавер закликав співгромадян мирно зміцнювати свої відносини з громадськістю за кордоном. У 1967 році організація стала некомерційним фондом у зв'язку з неймовірним ростом популярності.

## Міста США побратими міст України
| США            | США          | Україна                | Україна            |
| Місто в США    | Штат         | Місто в Україні        | Область            |
| -------------- | ------------ | ---------------------- | ------------------ |
| Арлінгтон      | Вірджинія    | Івано-Франківськ       | Івано-Франківська  |
| Атенс          | Джорджія     | Кам'янець-Подільський  | Хмельницька        |
| Балтимор       | Меріленд     | Одеса                  | Одеська            |
| Баффало        | Нью-Йорк     | Горлівка Дрогобич      | Донецька Львівська |
| Боєртаун       | Пенсільванія | Богодухів              | Харківська         |
| Везезфілд      | Коннектикут  | Бережани               | Тернопільська      |
| Девіс          | Каліфорнія   | Умань                  | Черкаська          |
| Де-Мойн        | Айова        | Черкаси                | Черкаська          |
| Ітака          | Нью-Йорк     | Горішні Плавні         | Полтавська         |
| Йонкерс        | Нью-Йорк     | Тернопіль              | Тернопільська      |
| Кент           | Вашингтон    | Херсон                 | Херсонська         |
| Корвалліс      | Орегон       | Ужгород                | Закарпатська       |
| Літл-Рок       | Арканзас     | Калуш                  | Івано-Франківська  |
| Ловел          | Массачусетс  | Бердянськ              | Запорізька         |
| Луїсвілл       | Кентуккі     | Рубіжне                | Луганська          |
| Маршалтаун     | Айова        | Корсунь-Шевченківський | Черкаська          |
| Міна           | Арканзас     | Мена                   | Чернігівська       |
| Модесто        | Каліфорнія   | Хмельницький           | Хмельницька        |
| Омаха          | Небраска     | Бахмут                 | Донецька           |
| Оскалуса       | Айова        | Шпола                  | Черкаська          |
| Парма          | Огайо        | Львів                  | Львівська          |
| Піттсбург      | Пенсільванія | Донецьк                | Донецька           |
| Прайрі Вілідж  | Канзас       | Долина                 | Івано-Франківська  |
| Провіденс      | Род-Айленд   | Кременчук              | Полтавська         |
| Рендольф       | Вермонт      | Миргород               | Полтавська         |
| Ричланд        | Вашингтон    | Славутич               | Київська           |
| Рокфорд        | Іллінойс     | Бровари                | Київська           |
| Санта-Роза     | Каліфорнія   | Черкаси                | Черкаська          |
| Сейлем         | Орегон       | Сімферополь            | Крим               |
| Солт-Лейк-Сіті | Юта          | Чернівці               | Чернівецька        |
| Сонома         | Каліфорнія   | Канів                  | Черкаська          |
| Спрингфілд     | Іллінойс     | Світловодськ           | Кіровоградська     |
| Толідо         | Огайо        | Нікополь               | Дніпропетровська   |
| Флінт          | Мічиган      | Полтава                | Полтавська         |
| Цинциннаті     | Огайо        | Харків                 | Харківська         |
| Чикаго         | Іллінойс     | Київ                   | Київська           |